# Аристократ-Ранчеттс (Колорадо)
Аристократ-Ранчеттс (англ. Aristocrat Ranchettes) — переписна місцевість (CDP) в США, в окрузі Велд штату Колорадо. Населення — 1715 осіб (2020).

## Географія
Аристократ-Ранчеттс розташований за координатами 40°6′35″ пн. ш. 104°45′18″ зх. д. / 40.10972° пн. ш. 104.75500° зх. д. (40.109610, -104.754949).  За даними Бюро перепису населення США в 2010 році переписна місцевість мала площу 4,83 км², уся площа — суходіл.

## Демографія
Згідно з переписом 2010 року, у переписній місцевості мешкали 1344 особи в 440 домогосподарствах у складі 328 родин. Густота населення становила 278 осіб/км².  Було 465 помешкань (96/км²).
Расовий склад населення:
| - 79,4 % — білих - 0,6 % — чорних або афроамериканців - 0,4 % — корінних американців - 0,1 % — азіатів - 16,1 % — осіб інших рас |

До двох чи більше рас належало 3,3 %. Частка іспаномовних становила 46,2 % від усіх жителів.
За віковим діапазоном населення розподілялося таким чином: 27,4 % — особи молодші 18 років, 61,9 % — особи у віці 18—64 років, 10,7 % — особи у віці 65 років та старші. Медіана віку мешканця становила 38,1 року. На 100 осіб жіночої статі у переписній місцевості припадало 112,3 чоловіків;  на 100 жінок у віці від 18 років та старших — 108,5 чоловіків також старших 18 років.
Середній дохід на одне домашнє господарство  становив 67 360 доларів США (медіана — 50 403), а середній дохід на одну сім'ю — 74 212 долари (медіана — 51 492). За межею бідності перебувало 4,3 % осіб, у тому числі 5,1 % дітей у віці до 18 років та 6,3 % осіб у віці 65 років та старших.
Цивільне працевлаштоване населення становило 556 осіб. Основні галузі зайнятості: освіта, охорона здоров'я та соціальна допомога — 23,4 %, виробництво — 14,4 %, роздрібна торгівля — 11,7 %, сільське господарство, лісництво, риболовля — 11,7 %.